# Kraken (scheikunde)

Het kraken van octaan in butaan en 1-buteen.

Kraken is een verzamelnaam voor verschillende scheikundige technieken, die gebruikt worden bij de verwerking van aardolieproducten. Bij deze techniek worden grotere organische moleculen (polymeren) gesplitst (ontledingsreactie) in kleinere organische moleculen (met een lager moleculair gewicht) of omgevormd tot moleculen die betere eigenschappen hebben met betrekking tot hun geschiktheid als brandstof.
De aard van de reactieproducten van het kraakproces hangt sterk af van de temperatuur waarbij de reacties plaatsvinden, alsook van de eventuele gebruikte katalysatoren. Een vorm van kraken, stoomkraken (zie hieronder), wordt toegepast om onverzadigdheden (dubbele bindingen) te introduceren, bijvoorbeeld het stoomkraken van 1-penteen, waarbij etheen en propeen als belangrijkste reactieproducten ontstaan. De kleinere moleculen die bij stoomkraken ontstaan zijn onverzadigd, omdat lichte verzadigde koolwaterstoffen relatief meer waterstofatomen nodig hebben dan in de reactie beschikbaar zijn. Onverzadigde koolwaterstoffen hebben dankzij hun dubbele bindingen een grote reactiviteit, en vormen daardoor een goed aanknopingspunt voor verdere petrochemische bewerking, bijvoorbeeld additiereacties.

## Geschiedenis

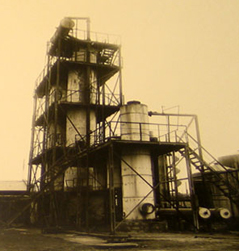
Een sjoechovkraker te Bakoe

In 1855 onderzocht de Amerikaanse hoogleraar Benjamin Silliman (1816-1885) methoden om petroleumproducten te kraken. De eerste thermische kraakmethode, het sjoechovkraakproces, werd in 1891 uitgevonden door de Russische uitvinder Vladimir Sjoechov (patent 12926).
Eugene Houdry (1892-1962) onderzocht de mogelijkheden voor katalytisch kraken en ontwikkelde in 1936, na zijn emigratie naar de Verenigde Staten, de eerste commerciële productieinstallatie. Door katalytisch kraken kon uit ruwe olie tweemaal zoveel benzine worden gewonnen, vergeleken met thermisch kraken.

## Thermisch kraken
Historisch gezien was Thermisch kraken (een vorm van pyrolyse) de belangrijkste vorm van chemisch kraken. Hierbij wordt de stof verhit, zonder dat er zuurstof aanwezig is. Een koolwaterstofmengsel wordt hierbij sterk verhit waardoor de koolstof-koolstof bindingen homolytisch splitsen of breken. De radicalen die hierbij ontstaan ondergaan onder andere recombinatiereacties en disproportioneringsreacties waarbij radicalen met elkaar reageren. β-splitsingsreacties kunnen eventueel optreden bij lagere koolstofketens waarbij etheen gevormd wordt. Aangezien thermisch kraken via uiterst reactieve radicalen gebeurt, kunnen de reacties nauwelijks gestuurd worden. Door controle van de reactieomstandigheden kan men wel de gemiddelde samenstelling van het reactiemengsel enigszins beïnvloeden.

## Stoomkraken
Stoomkraken is een vorm van thermisch kraken waarbij de reacties plaatsvinden bij zeer hoge temperatuur (rond 850 °C). Bij dit proces ontstaan veel kleinere onverzadigde alkenen. Het is de belangrijkste productiemethode voor de kleinere onverzadigde alkenen zoals etheen, propeen en 1,3-butadieen, die basisgrondstoffen zijn voor de petrochemische en polymeerindustrie.
Bij stoomkraken wordt ofwel een vloeibare (bijvoorbeeld benzine of lichte dieselolie) ofwel een gasvormige grondstof (bijvoorbeeld ethaan) verdund met stoom. Deze stoom verbetert de reactieomstandigheden en zorgt er onder andere voor dat er zo min mogelijk koolstofafzettingen (cokes, roet) gevormd worden door nevenreacties in de kraker. De reactie zelf (bij 850 °C) kan in moderne installaties in enkele milliseconden voltooid zijn. Na deze kortstondige verhitting wordt het gasvormige reactiemengsel zeer snel afgekoeld in een warmtewisselaar om de opbrengst van de gewenste fracties te maximaliseren.
Alhoewel de toevoeging van stoom cokesvorming tegengaat moet de stoomkraker regelmatig (om de 2 à 3 maanden) gereinigd worden. Hiervoor laat men een mengsel van stoom en lucht bij hoge temperatuur (950-1050 °C) de stoomkraker passeren, waarbij de cokes omgezet wordt tot koolstofmonoxide dat op zijn beurt verder wordt geoxideerd tot koolstofdioxide.

## Katalytisch kraken
Aangezien thermisch kraken moeilijk te sturen is, gebeurt het kraken van aardoliefracties meer en meer met behulp van katalysatoren. Dergelijke vormen van kraken noemt men Katalytisch kraken (Engels: Fluid catalytic cracking) en vinden plaats bij lagere temperaturen vergeleken met thermisch kraken. Bij katalytisch kraken maakt men gebruik van kationische intermediairen in plaats van radicalen.
Hydro-kraken (Engels: hydro-cracking) is een variant van katalytisch kraken waarbij in men in aanwezigheid van een katalysator waterstofgas toevoegt. Tijdens dit proces ontstaan niet alleen kleinere koolwaterstoffen, maar de onverzadigdheden die tijdens het kraakproces gevormd worden, worden tegelijkertijd gehydrogeneerd. Het reactiemengsel bestaat daarom hoofdzakelijk uit verzadigde producten. Bovendien wordt het mengsel ontdaan van nevenatomen zoals zwavel. Daardoor ontstaan bij verbranding geen SO2-dampen. De katalysator is dikwijls een zeoliet voor het eigenlijke kraken, terwijl nikkel-wolfraamsulfide wordt toegevoegd voor de hydrogenering van de onverzadigde kraakproducten. Dit proces wordt vooral gebruikt om zwaardere aardoliefracties om te zetten in lichtere bestanddelen die in brandstoffen als diesel en benzine kunnen worden gebruikt.